# Gadderbaumer TV
Der Gadderbaumer TV (offiziell: Gadderbaumer Turnverein von 1878 e.V. Bielefeld; kurz: GTB) ist ein Sportverein aus dem Bielefelder Stadtteil Gadderbaum. 

## Geschichte
Der Verein wurde am 6. Juni 1878 gegründet und ist damit nach der Bielefelder TG der zweitälteste Sportverein der Stadt. Er hat etwa 1.000 Mitglieder und die Vereinsfarben lila-weiß. Neben Handball und Prellball bietet der Verein noch Basketball, Gymnastik, Nordic Walking, Radfahren, Sport und Spiel, Tanzen, Tennis, Tischtennis, Turnen, Volleyball, Vorschulsport und Wandern an.

### Prellball
Die Männermannschaft des Gadderbaumer TV spielt seit 1988 in der Bundesliga. 1996 belegten die GTB-Männer den dritten Platz und konnten drei Jahre später den Meistertitel gewinnen. Im Jahre 2005 stieg die Mannschaft aus der Bundesliga ab. Die Frauenmannschaft des Gadderbaumer TV spielte bis 2014 in der Bundesliga. Im Seniorenbereich konnte der Gadderbaumer TV zahlreiche deutsche Meistertitel erringen. In der Altersklasse Frauen 30 wurde der GTB 1973 und 1977 Meister. In der Altersklasse Frauen 40 konnte der Verein von 1985 bis 1987 dreimal in Folge den Titel gewinnen. Die Männer in der Altersklasse Männer 60 wurden im Jahre 2002 deutscher Meister.

### Handball
Die Handballabteilung des Gadderbaumer TV qualifizierte sich 1936 für die Aufstiegsrunde zur Gauliga Westfalen. Dort belegte die Mannschaft allerdings den letzten Platz. Nach dem Ende des Zweiten Weltkriegs erreichten die Gadderbaumer in der Saison 1951/52 die Endrunde um die Westfalenmeisterschaft im Hallenhandball. Dort erreichten die Mannschaft den dritten Platz hinter dem SV Westerholt und der TSG Herdecke. In den folgenden Jahren kamen die Gadderbaumer Handballer nicht mehr über die Verbandsliga hinaus. Im Jahre 1993 ging der Gadderbaumer TV eine Spielgemeinschaft mit dem TuS Eintracht Bielefeld unter dem Namen HSG Eintracht Gadderbaum ein. Im Jahre 2009 schlossen sich die Handballer des SV Brackwede der Spielgemeinschaft an, die sich daraufhin in HSG EGB Bielefeld umbenannte.

### Leichtathletik
Fritz Obersiebrasse startete bis 1960 für den Gadderbaumer TV. Inzwischen für den ASV Köln startend wurde Obersiebrasse 1964 deutscher Meister in der 4-mal-100-Meter-Staffel. Ein Jahr später belegte er bei der Universiade in Budapest mit der deutschen Mannschaft ebenfalls den ersten Platz über diese Distanz. Obersiebrasse nahm an den Olympischen Sommerspielen 1964 in Tokio teil.